# Margrit Jansen
Margrit Jansen (* 15. November 1947 in Graz) ist eine deutsche Politikerin (SPD) und ehemalige Abgeordnete des Hessischen Landtags.

## Leben
Margrit Jansen ist seit 1991 Mitglied der SPD und dort in verschiedenen Vorstandsämtern tätig.
Sie ist seit April 1993 bis heute für die SPD Mitglied der Langener Stadtverordnetenversammlung und dort seit dem 1. April 1997 stellvertretende Fraktionsvorsitzende der SPD. Gleichzeitig ist sie Kreistagsabgeordnete.
Am 17. September 2002 rückte sie für den verstorbenen Abgeordneten Günther Becker in den Hessischen Landtag nach und war bis zum Ende der Wahlperiode Landtagsabgeordnete.

## Ämter
Margrit Jansen ist Mitglied des Aufsichtsrates der Stadtwerke Langen GmbH und Mitgründerin des Langener Mütterzentrums sowie Leiterin des Hessischen Mütterbüros.
Im Jahr 2003 wurde sie mit der Verdienstmedaille des Bundesverdienstkreuzes und im Jahr 2006 mit dem Ehrenbrief des Landes Hessen geehrt.